# American Israel Public Affairs Committee
Das American Israel Public Affairs Committee (AIPAC; deutsch „Amerikanisch-israelischer Ausschuss für öffentliche Angelegenheiten“) ist eine proisraelische Lobby in den USA mit über 100.000 Mitgliedern. Es wurde 1953 durch Isaiah L. Kenen als American Zionist Committee for Public Affairs gegründet und später in American Israel Public Affairs Committee umbenannt. In den USA gilt es als die bedeutendste unter den proisraelischen Lobbys und als eine der bedeutendsten Lobbys der USA überhaupt. Der Hauptsitz der Organisation ist Washington, D.C. Abhängig von der Höhe des gespendeten Geldbetrages werden Mitglieder zu exklusiven Veranstaltungen eingeladen.
AIPAC organisiert für alle neu gewählten Mitglieder des US-Kongresses eine Reise nach Israel, mit dem Ziel, dort Begegnungen der amerikanischen Politiker mit israelischen Entscheidungsträgern herbeizuführen. AIPAC ist auch von jüdischer Seite, darunter vom damaligen israelischen Ministerpräsidenten Jitzchak Rabin, wegen einseitiger Unterstützung des konservativen Parteienbündnisses Likud kritisiert worden. 2007 kritisierte der jüdische Philanthrop George Soros im New York Review of Books, dass AIPAC bemerkenswert erfolgreich in der Unterdrückung von Kritik an der US-israelischen Kritik gegenüber den Palästinenser sei und progressive Kritiker der israelischen Politik beschuldigt, Antisemitismus zu schüren. Liberale Juden, denen die Position von AIPAC als zu konservativ erschien, gründeten 2008 die Lobbyorganisation J Street als Gegenstimme zu AIPAC.

## Mitglieder
Israelische Politiker:
- Ehud Olmert, Kadima, früher Likud
- Jitzchak Rabin, Awoda
- Schimon Peres, parteilos, ehemaliges Mitglied der Awoda
- Benjamin Netanjahu, Likud
- Ehud Barak, ehemaliges Mitglied der Awoda

Mitglied können auch Organisationen sein, wie z. B. die Anti-Defamation League.